# Sofuentes
Sofuentes es un pueblo que pertenece al municipio de Sos del Rey Católico, en la comarca aragonesa de las Cinco Villas, en la provincia de Zaragoza (España). 
Se encuentra cercano a Mamillas y Novellaco, pertenecientes igualmente al término municipal de Sos, así como a la población navarra de San Isidro del Pinar.
Según Cortés Valenciano el nombre procedería de los términos latinos so (sub, bajo) y fontem (fuentes). Ese término haría referencia a su ubicación, cercana a las fuentes de agua que bajan de la Sierra de Peña, a cuyas faldas se encuentra la actual localidad.

## Historia
La presencia de población en el término de Sofuentes desde época romana queda atestiguada por la gran cantidad de restos de esta época hallados tanto en la actual población como en enclaves como el yacimiento arqueológico de Cabeza Ladrero. Son muy abundantes los restos epigráficos que dejan patente la presencia de la familia de los Atilios, terratenientes que llegan incluso a lugares al otro lado de la sierra, como la ciudad de Los Bañales en Uncastillo.
El origen de Sofuentes como pueblo comienza cuando varias familias de Sos se asientan permanentemente en las propiedades que tenían en el lado sur de la sierra, de ahí que las calles no guarden la fisonomía urbanística de un pueblo sino que las casas se construyen junto a las eras o corrales.
La primera noticia que se tiene de Sofuentes es en 1341, cuando los vecinos solicitan licencia para la construcción de una capilla con cementerio ya que la parroquia de Sos, a la que ellos pertenecían, se encontraba a una legua y media. De momento, no se conoce la resolución de esta petición
Ya en 1415, se sabe que se da licencia a Miguel de Ruesta, escudero de Sos, para la construcción de una torre en Sofuentes y de una iglesia. A día de hoy solo queda existencia de la torre, siendo posiblemente la iglesia la ermita de El Salvador, desaparecida al levantar sobre ella el convento de los escolapios.
En 1800, Fray Mateo Suman describe Sofuentes como un pequeño caserío de día que consta de catorce casas, tres de ellas habitadas todo el año y el resto que sirven para el tiempo de labor. Además, atribuye la torre a D. Francisco Monterde (por lo que actualmente se la conoce como Torre de Monterde) y también hace referencia a la casa que tienen los padres de las Escuelas Pías en Sofuentes.
Madoz en 1849, se refiere a Sofuentes como una “pardina de la provincia de Zaragoza, partido judicial y término jurisdiccional de Sos”. Además, constaría de cuarenta casas habitadas todo el año y de “una iglesia de los escolapios con el título de San José de Calasanz”. 

## Patrimonio histórico y cultural
- Iglesia de San José de Calasanz, de nueva construcción (restaurada en el 2007). Dentro se conservan una talla de la Virgen con el Niño gótica (siglo XIV) y un Cristo crucificado barroco (siglo XVII).[6]
- Convento de los escolapios, donación de Isidoro Gil de Jaz en 1760[7][8][9]
- Crucero, situado frente a la entrada del antiguo convento.
- Fuente
- Torreón medieval:[10] Se trata de una interesante construcción defensiva levantada en el siglo XIV que conserva sus arcos apuntados para soporte de los forjados, las saeteras y unos sorprendentes relieves esculpidos en sus muros, procedentes de la reutilización de las piedras de un mausoleo romano tipo torre.
- Yacimiento arqueológico de Cabeza Ladrero, calzada y necrópolis romana.
- Ermita de Ntra. Señora de Serún, pregótica, situada en la carretera a Sos del Rey Católico.

## Fiestas
Romería a la ermita de Ntra. Señora de Serún el último domingo de mayo.
Celebra sus fiestas en el último fin de semana del mes de julio.

## Entidad municipal
Sofuentes fue considerada pardina de Sos del Rey Católico hasta el 14 de julio de 1927 en la que se la reconoció como Entidad Local Menor, adoptando el actual escudo en el año 2004.

## Hermanamientos
El pueblo de Sofuentes está hermanado con Figarol (Navarra).